# Jaume Murici
Jaume Murici Cabacés, (Barcelona, 26 de octubre de 1910 - 4 de agosto de 2000) fue un jugador de baloncesto español, hijo de José Murici, contramaestre de la fábrica algodonera La España Industrial, directivo y miembro destacado del poderoso sindicato de contramaestres textiles "El Radium".

## Trayectoria
Fue jugador, entrenador y directivo del equipo barcelonés B.I.M., las siglas del Instituto de Montserrat del barcelonés barrio de Sants. Presidió la Agrupación de Basquetbol de Cataluña la temporada 1935-1936 justo antes de la Guerra Civil Española. En 1945 coincidiendo con el nacimiento de su primera hija se retira como jugador profesional, pasando a ser entrenador del primer equipo, y después directivo del Club al que estuvo vinculado durante toda su trayectoria deportiva.